# Начална страница
| Добре дошли в Уикипедия, свободната енциклопедия, която всеки може да редактира. Съдържа 303 156 статии на български език. |

| - Астрономия - Биология - България | - География - Избрани статии - Изкуство | - История - Македония - Медицина | - Физика - Философия - Всички портали |

| Добре дошли в Уикипедия, свободната енциклопедия, която всеки може да редактира. Съдържа 303 156 статии на български език. |

| - Астрономия - Биология - България | - География - Избрани статии - Изкуство | - История - Македония - Медицина | - Физика - Философия - Всички портали |

| Уикипедия е свободна енциклопедия, която всеки може да редактира, развива и обогатява. Ако не знаете откъде да започнете, препоръчваме ви да прочетете помощната страница. Ако не сте сигурни как да започнете нова статия – опитайте помощта на нашия Вълшебник! Джордж Вашингтон е американски генерал и политик, известен като първия президент на САЩ (1789 – 1797). Вашингтон е главнокомандващ на Континенталната армия по време на Американската война за независимост (1775 – 1783), както и председател на Конституционния конвент от 1787 г. За ролята, която играе в осигуряването на американската независимост, Джордж Вашингтон е признат от американските правителства за една от най-значимите фигури в историята на САЩ. За разлика от мнозина революционни водачи, които се стремят да запазят спечелената власт и така се превръщат в монарси или диктатори, Вашингтон доброволно се отказва от нея. Като полага основите в създаването на най-силната и влиятелна държава в Северна Америка и света, заслужава още приживе почетната титла „баща на нацията“. Роден е на 22 февруари 1732 г. (11 февруари 1732 г. стар стил) в Поупс Крийк, Пленшън, южно от Колониал Бийч в окръг Уестморлънд, Вирджиния. Рожденият му ден се празнува по григорианския календар, т.е. по нов стил. По негово време английската година започва на 25 март (Благовещение) – допълнителна причина за честото объркване на датата му на раждане. Вашингтон е част от културния и икономически елит на робовладелците плантатори във Вирджиния. Родителите му Августин Вашингтон (1693 – 12 април 1743) и Мери Бол (1708 – 25 август 1789) са потомци на английски преселници. Той прекарва голяма част от детството си във фермата Фери в окръг Стефърд, близо до Фредериксбърг, като често посещава английските си братовчеди в Чотанк, окръг Кинг Джордж. В значителна степен се образова сам, като стремежът си към знания удовлетворява с четене на книги по география, военна история, селско стопанство, математика и земемерство. още » Още избрани статии - … кога настъпва прегряване на икономиката? - … колко часа годишно е слънчевото греене в България? - … кога в България официално се отдава почит на жертвите на комунистическия режим? - … кое предприятие в Стара Загора е сред десетте най-големи в света от този вид при откриването си през 1963 година? - … кой е най-старият все още съществуващ международен спортен турнир в света, който държи рекорда и за най-дълга победна серия във всеки спорт? - … кой е единственият химичен елемент, открит първо в Слънцето? - … колко хора са напуснали родината си при Украинската бежанска криза от 2022 г.? - … как се казва и къде работи вторият български суперкомпютър? - … каква е разликата между дигиталното и политическото номадство? - … кои животни боледуват от COVID-19 и могат да предават инфекцията на хора и/или на други животни? - … кой е вторият регистриран междузвезден посетител в Слънчевата система? А първият? - … каква е разликата между „бялото“ и „зеленото“ училище? · Архив · Фотографски портрет на френския писател Жул Верн от Етиен Каржа, 1884 година · (На 24 март се навършват 120 години от смъртта на Жул Верн.) Проблем с картинката? Още избрани картинки - 1201 г. - Цар Калоян превзема Варна, с което градът преминава от Византийската империя в България - 1603 г. - След смъртта на Елизабет I от династията Тюдор, крал на Англия, Шотландия и Ирландия става Джеймс I от шотландсаката династия Стюарт. Основанието е, че е пра-пра-внук на Хенри VII. - 1882 г. - Немският бактериолог д-р Роберт Кох обявява, че е открил причинителя на туберкулозата – туберкулозния бацил (на снимката). - 1993 г. - Забелязана е кометата Шумейкър-Леви 9, която през юни 1994 се разбива на повърхността на Юпитер. - 1999 г. - Косовска война: НАТО предприема въздушни военни действия срещу Югославия. Всички дати – Още събития... · Идеи за нови статии: кернерова метличина (вид растение), Monera (група микроорганизми), копитникови (семейство растения); хора, родени на 24 март: Сидни Райли (британски шпионин), Владимир Манолов (юрист) (български юрист), Рафаел Ороско Маестре (колумбийски певец) [р., всички] Микромъничета: Прозорец (Атанас Далчев) Харуич Инкубатор: Списък на статиите (помощ, проверка) 1000 статии: място: 7; рейтинг: 85.52; предложения: Кожа, Адолф Хитлер, Ум Кулсум, Пирамида (архитектура), Часова зона, Търговия, Звук. |

## Награди
| Специална награда на БГ Сайт 2009 за Уикипедия на български език за принос в българското уеб пространство. | Отличителен знак „Приятел на архивите 2016“ от Държавна агенция „Архиви“ за Уикипедия на български език „за принос в популяризирането на архивни документи за личности и събития от българската история и ползотворно сътрудничество с архивите“. |

| \| \| Уикицитат Цитати, афоризми, крилати фрази \| \| Уикиречник Многоезичен речник \| \| Уикикниги Книги, учебници и ръководства \| \| Уикиданни Свободна база знания \| \| Уикипътешественик Световен пътеводител \| \| \| Общомедия Свободно хранилище \| \| Уикиизточник Свободни източници \| \| Уикивидове Регистър на видовете \| \| Метауики Съгласуване на проектите \| \| МедияУики Софтуерна уики платформа \| \| Сродните на Уикипедия проекти се поддържат от Фондация Уикимедия. \| \| \| \| \| \| \| \| \| \| |                                           |  |                                 |  |                                         |  |                                   |  |                                        |
| | Уикицитат Цитати, афоризми, крилати фрази |  | Уикиречник Многоезичен речник   |  | Уикикниги Книги, учебници и ръководства |  | Уикиданни Свободна база знания    |  | Уикипътешественик Световен пътеводител |
| | Общомедия Свободно хранилище              |  | Уикиизточник Свободни източници |  | Уикивидове Регистър на видовете         |  | Метауики Съгласуване на проектите |  | МедияУики Софтуерна уики платформа     |
| Сродните на Уикипедия проекти се поддържат от Фондация Уикимедия. |                                           |  |                                 |  |                                         |  |                                   |  |                                        |